# Cloruro de benzoílo
El cloruro de benzoílo o cloruro de benzoilo es un compuesto orgánico de fórmula molecular C7H5OCl. A temperatura y presión normales es un líquido incoloro, volátil e irritante. Es utilizado en la producción de tintes, perfumes, resinas y fármacos. Debido a su alta reactividad puede reaccionar formando numerosos compuestos.

## Síntesis

### A partir de ácido benzoico
El ácido benzoico reacciona con PCl5 o con SOCl2 formando cloruro de benzoílo.

## Reacciones

### 1) Acilación de Friedel-Crafts
El cloruro de benzoílo reacciona con el benceno en presencia de una base de Lewis como el AlCl3 produciendo benzofenona.

### 2) Reducción con Hidruro de litio aluminio
Al reaccionar Hidruro de litio aluminio se produce una fuerte reducción, obteniéndose como producto el alcohol bencílico.

### 3) Reducción con Hidruro de litio y terbutóxido de aluminio
El cloruro de benzoílo puede ser reducido a benzaldehído utilizando hidruro de litio y terbutóxido de aluminio.

### 4) Hidrólisis
En presencia de agua el cloruro de benzoílo se hidroliza formando ácido benzoico. Como también se genera ácido clorhídrico como producto de la reacción, comúnmente se utiliza un medio básico para neutralizar el pH y evitar posibles reacciones laterales.

### 5) Alcohólisis
En presencia de alcoholes el cloruro de bencilo reacciona formando ésteres. El impedimento estérico del alcohol utilizado determina su reactividad; por ello, los alcoholes primarios son más reactivos que los secundarios y estos más reactivos que los terciarios.

### 6) y 7) Aminólisis
El amoníaco y las aminas primarias y secundarias reaccionan en forma rápida con el cloruro de benzoílo produciendo benzamida y derivados. La reacción se produce comúnmente en medio básico para neutralizar el ácido clorhídrico producido.

### 8) Reacción con reactivos de Gilman
Al producirse la reacción del cloruro de benzoílo con un reactivo de Gilman se obtiene una cetona.

### 9) Reacción con reactivos de Grignard
La reacción con reactivos de Grignard produce un alcohol terciario.